# Jonathan Zacaría
Jonathan Fabián Zacaría (Ramos Mejía, Partido de La Matanza, Argentina, 6 de febrero de 1990) es un futbolista argentino que juega como volante izquierdo en San Martin de San Juan  de la Primera División de Argentina.

## Trayectoria
Zacaría debutó jugando para Almirante Brown. Con 16 años fue el primer jugador de la historia de Club Almirante Brown en ser convocado a una Selección Juvenil Argentina: la Sub-17.
A finales de 2024 consigue con el equipo el ascenso a Primera División de Argentina.

## Clubes
| Club                 | País                | Año                 | PJ  | G  | Prom. |
| -------------------- | ------------------- | ------------------- | --- | -- | ----- |
| Almirante Brown      | Argentina           | 2006-2011           | 60  | 3  | 0.05  |
| Platense             | Argentina           | 2011-2012           | 35  | 9  | 0.26  |
| Almirante Brown      | Argentina           | 2012-2013           | 29  | 8  | 0.28  |
| Quilmes              | Argentina           | 2013-2015           | 44  | 2  | 0.05  |
| Palestino            | Chile               | 2015-2016           | 29  | 5  | 0.17  |
| Universidad de Chile | Chile               | 2017-2020           | 29  | 5  | 0.17  |
| Aldosivi             | Argentina           | 2020-2022           | 25  | 1  | 0.04  |
| Almirante Brown      | Argentina           | 2023-Act.           | 14  | 2  | 0.14  |
| Total en su carrera  | Total en su carrera | Total en su carrera | 265 | 35 | 0.13  |

## Palmarés

### Campeonatos nacionales
| Logro                   | Equipo               | País      | Año  |
| ----------------------- | -------------------- | --------- | ---- |
| Primera B Metropolitana | Almirante Brown      | Argentina | 2010 |
| Primera División        | Universidad de Chile | Chile     | 2017 |

### Otros logros
| Logro                      | Equipo                 | País      | Año  |
| -------------------------- | ---------------------- | --------- | ---- |
| Ascenso a Primera División | San Martín de San Juan | Argentina | 2024 |